# Seuneubok Pidie (Madat)
Seuneubok Pidie is een bestuurslaag in het regentschap Aceh Timur van de provincie Atjeh, Indonesië. Seuneubok Pidie telt 1400 inwoners (volkstelling 2010).